# Fundamental
Fundamental ist das im Mai 2006 von Parlophone veröffentlichte 9. Studioalbum der Pet Shop Boys.

## Hintergrund
Das Album wurde mit Produzent Trevor Horn aufgenommen. Es enthält elf neue eigene Kompositionen sowie Numb, das von Diane Warren geschrieben wurde. Ursprünglich sollte Numb ein Bonustitel von PopArt: Pet Shop Boys – The Hits werden, dies wurden dann aber Miracles und Flamboyant. Im Booklet des Albums ist zu lesen, dass es zwei iranischen Jugendlichen, Mahmoud Asgari und Ayaz Marhoni gewidmet ist, die am 19. Juli 2005 gehängt wurden. Der Albumtitel bezieht sich auf Fundamentalismus. Neil Tennant sagte, er sei gegen Fundamentalismus jeder Art: "I’m against fundamentalism of any sort; I think we all are, aren’t we? We don’t want to go back to the seventh century, thank you. I think we take religion too seriously."

## Rezeption
Bei den Grammy Awards 2007 wurde Fundamental für das „Best Dance/Electronic Album“ nominiert, weitere Nominierungen gab es 2007 als „Best Dance Recording“ mit „I’m with Stupid“ und bei den Grammy Awards 2008 als „Best Dance Recording“ für „Minimal“.

## Titelliste
Alle Stücke wurden von Neil Tennant und Chris Lowe geschrieben, außer wo anders angegeben.

### Fundamental
1. "Psychological" – 4:10
2. "The Sodom and Gomorrah Show" – 5:19
3. "I made my excuses and left" – 4:53
4. "Minimal" – 4:21
5. "Numb" – 4:43 (Diane Warren)
6. "God willing" – 1:17
7. "Luna Park" – 5:31
8. "I’m with Stupid" – 3:24
9. "Casanova in Hell" – 3:13
10. "Twentieth Century" – 4:39
11. "Indefinite leave to remain" – 3:08
12. "Integral" – 3:55

### Fundamentalism
1. "Fugitive" (Richard X extended mix) – 6:06
2. "Sodom" (Trentemøller remix) – 7:24
3. "Psychological" (Alter Ego remix) – 7:13
4. "Flamboyant" (Michael Mayer Kompakt mix) – 7:58
5. "I’m with Stupid" (Melnyk Heavy Petting mix) – 6:07
6. "In Private" (Stuart Crichton club mix) (featuring Elton John) – 5:07
7. "Minimal" (Lobe remix) – 4:47
8. "Gomorrah" (Dettinger remix) – 5:39
9. "I’m with Stupid" (PSB maxi-mix) (Japan Bonustrack) – 8:12
10. "Minimal" (Tiga’s M-I-N-I-M-A-L remix) (Japan Bonustrack) – 5:40
11. "The Sodom and Gomorrah Show" (demo version) (iTunes Store Bonustrack) – 5:02
12. "I’m with Stupid" (demo version) (iTunes Store Bonustrack) – 3:38